# دالي جينينغز (كاتب)
دالي جينينغز (بالإنجليزية: Dale Jennings)‏ هو كاتب سيناريو أمريكي، ولد في 21 أكتوبر 1917 في أماريلو في الولايات المتحدة، وتوفي في 11 مايو 2000.

## وصلات خارجية
- دالي جينينغز على موقع IMDb (الإنجليزية)
- دالي جينينغز على موقع قاعدة بيانات الفيلم (الإنجليزية)